# Sasan
Sasan var en zoroastrisk överstepräst som levde i sydvästra Iran vid tiden för det partiska rikets fall, d.v.s. 200-talet e.Kr. Han anses vara stamfader för den sasanidiska dynastin i Iran och har gett namn åt denna dynasti. Det var hans sonson Ardashir I som grundade det sasanidiska riket.